# Montaldo Torinese
Montaldo Torinese és un comune (municipi) de la ciutat metropolitana de Torí, a la regió italiana del Piemont, situat a uns 12 quilòmetres a l'est de Torí. A 1 de gener de 2019 la seva població era de 3.681 habitants.
Montaldo Torinese limita amb els següents municipis: Gassino Torinese, Sciolze, Marentino, Pavarolo, Chieri i Andezeno.